# Hamza Boukhari
Hamza Boukhari (Den Haag, 28 maart 1995) is een Nederlands voormalig profvoetballer van Marokkaanse afkomst die bij voorkeur als vleugelspeler speelt. Hij stroomde in 2016 door vanuit de jeugd van FC Utrecht.

## Clubcarrière
Boukhari verruilde in 2012 Haaglandia voor FC Utrecht. Op 5 augustus 2016 debuteerde hij voor Jong FC Utrecht in de Eerste divisie tegen NAC Breda. Hij speelde de volledige wedstrijd. De club uit Breda won de openingswedstrijd van het seizoen 2016/17 met 4–1 na treffers van Jeff Stans, Cyriel Dessers, Bodi Brusselers en Gianluca Nijholt. Jong Utrecht scoorde tegen via Rodney Antwi. Hierna kwam zijn profloopbaan ten einde en komt hij uit als amateur sinds september 2018 bij RKAVV

## Statistieken
| Seizoen         | Club            | Competitie      | Competitie | Competitie | Beker | Beker | Internationaal | Internationaal | Totaal | Totaal |
| Seizoen         | Club            | Competitie      | Wed.       | Dlp.       | Wed.  | Dlp.  | Wed.           | Dlp.           | Wed.   | Dlp.   |
| --------------- | --------------- | --------------- | ---------- | ---------- | ----- | ----- | -------------- | -------------- | ------ | ------ |
| 2016/17         | Jong FC Utrecht | Eerste divisie  | 30         | 3          | 0     | 0     | -              | -              | 30     | 3      |
| Club totaal     | Club totaal     | Club totaal     | 30         | 3          | 0     | 0     | 0              | 0              | 30     | 3      |
| Carrière totaal | Carrière totaal | Carrière totaal | 30         | 3          | 0     | 0     | 0              | 0              | 30     | 3      |

Bijgewerkt tot 28 augustus 2018